# Flakpanzer IV Ostwind
El Flakpanzer IV Ostwind (Vent de l'est) era una peça d'artilleria autopropulsada antiaèria que va fer servir la Wehrmacht durant la Segona Guerra Mundial.

## Característiques
Estava basat sobre el xassís del Panzer IV i es va desenvolupar el 1944 com a successor del Flakpanzer IV/2 cm Vierling Wirbelwind.
La torreta del Panzer IV es va retirar i es va substituir per una torreta hexagonal oberta al sostre que allotjava un Flak 43 de 3,7 cm. Hauria estat preferible un disseny de torreta tancada, però això no era possible a causa del fum generat pel canó. A més del seu paper d'arma antiaèria, el canó automàtic també va ser molt eficaç contra vehicles lleugers i fortificacions.
La millora principal de l'Ostwind sobre el Wirbelwind va ser el rang augmentat del FlaK 43 i el poder de penetració superior al 2 cm Flakvierling 38 i una cuirassa lleugerament millorada a la torreta. El juliol de 1944 es va produir el primer prototip de l'"Ostwind". El prototip de l'"Ostwind" va participar en l'ofensiva de les Ardenes i després va ser retornat intacte a la fàbrica.
Tot i que es va fer una comanda de 100 vehicles a l'agost de 1944 i que el vehicle estava preparat per a la producció en sèrie el setembre de 1944, la producció no va començar fins al novembre per falta de materials i només se'n van completar 44 vehicles (37 convertint Panzer IV ja existents i 7 vehicles de producció nous) des de desembre de 1944 fins a març de 1945. Els vehicles van ser fabricats per la Deutschen Eisenwerken a Duisburg.